# Пудил, Даниэл
Да́ниэл Пу́дил (чеш. Daniel Pudil; род. 27 сентября 1985[…], Прага) — чешский футболист, защитник. Выступал за сборную Чехии.

## Биография и карьера
С четырёх лет стал заниматься футболом. Воспитанник пражской «Спарты». Начал свою футбольную карьеру за блшанский «Хмел», затем, с 2004 по 2007 год выступал за «Слован». Сезон 2007/08 провёл нестабильно, хорошие игры чередовались с неудачными. 1 июля стал игроком бельгийского «Генка».
С 2016 по 2019 годы выступал за английский «Шеффилд Уэнсдей».
В июне 2019 года он вернулся в Чехию в качестве свободного агента, подписав двухлетний контракт с клубом «Млада-Болеслав».
В мае 2021 года принял решение завершить карьеру.

## Карьера в сборной
Даниэл Пудил выступал за чешские сборные до 19 лет (2004), до 21 года (2004—2007). С 2007 по 2016 годы выступал за основную сборную Чехии.

## Статистика выступлений за сборную
| Матчи за сборную Чехии | Матчи за сборную Чехии | Матчи за сборную Чехии | Матчи за сборную Чехии | Матчи за сборную Чехии | Матчи за сборную Чехии    | Матчи за сборную Чехии |
| ---------------------- | ---------------------- | ---------------------- | ---------------------- | ---------------------- | ------------------------- | ---------------------- |
| №                      | Дата                   | Оппонент               | Счёт                   | Голы                   | Соревнование              |                        |
| 1                      | 7 февраля 2007         | Бельгия                | 2:0                    | -                      | Товарищеский матч         |                        |
| 2                      | 17 октября 2007        | Германия               | 3:0                    | -                      | Отборочный матч ЧЕ-2008   |                        |
| 3                      | 21 ноября 2007         | Кипр                   | 2:0                    | 1                      | Отборочный матч ЧЕ-2008   |                        |
| 4                      | 5 июня 2009            | Мальта                 | 1:0                    | -                      | Товарищеский матч         |                        |
| 5                      | 12 августа 2009        | Бельгия                | 3:1                    | -                      | Товарищеский матч         |                        |
| 6                      | 5 сентября 2009        | Словакия               | 2:2                    | 1                      | Отборочный матч ЧМ-2010   |                        |
| 7                      | 9 сентября 2009        | Сан-Марино             | 7:1                    | -                      | Отборочный матч ЧМ-2010   |                        |
| 8                      | 10 октября 2009        | Польша                 | 2:0                    | -                      | Отборочный матч ЧМ-2010   |                        |
| 9                      | 15 ноября 2009         | ОАЭ                    | 0:0                    | -                      | Товарищеский турнир       |                        |
| 10                     | 18 ноября 2009         | Азербайджан            | 0:2                    | -                      | Товарищеский турнир       |                        |
| 11                     | 3 марта 2010           | Шотландия              | 0:1                    | -                      | Товарищеский матч         |                        |
| 12                     | 22 мая 2010            | Турция                 | 1:2                    | -                      | Товарищеский матч         |                        |
| 13                     | 25 мая 2010            | США                    | 4:2                    | -                      | Товарищеский матч         |                        |
| 14                     | 11 августа 2010        | Латвия                 | 4:1                    | -                      | Товарищеский матч         |                        |
| 15                     | 7 сентября 2010        | Литва                  | 0:1                    | -                      | Отборочный матч ЧЕ-2012   |                        |
| 16                     | 17 ноября 2010         | Дания                  | 0:0                    | -                      | Товарищеский матч         |                        |
| 17                     | 9 февраля 2011         | Хорватия               | 2:4                    | -                      | Товарищеский матч         |                        |
| 18                     | 25 марта 2011          | Испания                | 1:2                    | -                      | Отборочный матч ЧЕ-2012   |                        |
| 19                     | 6 сентября 2011        | Украина                | 4:0                    | -                      | Товарищеский матч         |                        |
| 20                     | 7 октября 2011         | Испания                | 0:2                    | -                      | Отборочный матч ЧЕ-2012   |                        |
| 21                     | 11 октября 2011        | Литва                  | 4:1                    | -                      | Отборочный матч ЧЕ-2012   |                        |
| 22                     | 11 ноября 2011         | Черногория             | 2:0                    | -                      | Отборочный матч ЧЕ-2012   |                        |
| 23                     | 26 мая 2012            | Израиль                | 2:1                    | -                      | Товарищеский матч         |                        |
| 24                     | 5 марта 2014           | Норвегия               | 2:2                    | -                      | Товарищеский матч         |                        |
| 25                     | 21 мая 2014            | Финляндия              | 2:2                    | -                      | Товарищеский матч         |                        |
| 26                     | 3 сентября 2014        | США                    | 0:1                    | -                      | Товарищеский матч         |                        |
| 27                     | 16 ноября 2014         | Исландия               | 2:1                    | -                      | Отборочный матч ЧЕ-2016   |                        |
| 28                     | 13 ноября 2015         | Сербия                 | 4:1                    | -                      | Товарищеский матч         |                        |
| 29                     | 17 ноября 2015         | Польша                 | 1:3                    | -                      | Товарищеский матч         |                        |
| 30                     | 24 марта 2016          | Шотландия              | 0:1                    | -                      | Товарищеский матч         |                        |
| 31                     | 29 марта 2016          | Швеция                 | 1:1                    | -                      | Товарищеский матч         |                        |
| 32                     | 5 июня 2016            | Республика Корея       | 1:2                    | -                      | Товарищеский матч         |                        |
| 33                     | 21 июня 2016           | Турция                 | 0:2                    | -                      | ЧЕ-2016. Групповая стадия |                        |
| 34                     | 31 августа 2016        | Армения                | 3:0                    | -                      | Товарищеский матч         |                        |
| 35                     | 15 ноября 2016         | Дания                  | 1:1                    | -                      | Товарищеский матч         |                        |

## Достижения
- Чемпион Чехии (2): 2005/06, 2007/08
- Чемпион Бельгии: 2010/11
- Обладатель Суперкубка Бельгии: 2011

## Инциденты
В мае 2008 года полузащитник в пьяной драке сломал себе руку, в результате чего не смог поехать на чемпионат Европы 2008 года.
Футболист получил свою травму так: в ту злополучную ночь с воскресенья на понедельник он отдыхал со своими друзьями — игроками Bohemians в одном из кабаков Праги. По словам очевидцев после немаленького количества выпитого алкоголя Пудил достал свою медаль чемпиона Чехии, поцеловал её и стал орать: «Чемпионы, чемпионы!». В результате этой песни в заведении завязалась настоящая ковбойская драка, в результате которой футболист и получил тот самый перелом.